# Església vella de Miravet
L'Església vella de Miravet, a la comarca de la Ribera d'Ebre, és un temple catòlic que està inclosa a l'Inventari del Patrimoni Arquitectònic de Catalunya. Es coneix també com Església de la Mare de Déu de Gràcia, Església de Santa Maria i Sant Joan, i Nativitat de la Verge.
És al sud del nucli urbà de la vila de Miravet, al bell mig del Cap de la Vila, entre els carrers de l'Església i la plaça Sanaqueta. El temple  damunt la roca i als peus del castell de Miravet, en un turó que domina l'Ebre i el poble.

## Història
L'església s'assenta sobre les restes d'una anterior mesquita, i es va construir sota la supervisió de l'Orde de l'Hospital, al segle xvi. Es va edificar en època renaixentista vers els segles xvi-xvii sota l'advocació de Santa Maria Santíssima i de Sant Joan Baptista. Al segle xviii l'interior fou decorat mitjançant pintures murals barroques. La data 1731 pintada coronant l'absis era un testimoni avui solament apreciable en fotos antigues. D'aquesta mateixa època data l'ampliació del cor per posar-hi l'orgue.
Fou propietat privada d'un senyor de la vila com es recull un document del 1787 on es confirma aquesta possessió. En un capbreu del 1781 apareix una descripció física de l'església on es parla que a l'interior del temple hi havia: Santíssim sagrament, copó i sagrari; fonts baptismals i els sant oli. A l'interior encara es conserva la mesa medieval de l'altar de la capella del castell templer, que hi fou traslladada vers l'any 1745, perquè aleshores el castell fou abandonat i va patir diferents espolis.
Va sofrir greus danys durant la guerra del 36, sobretot durant la coneguda batalla de l'Ebre, dels quals queda constància la cúpula foradada per la caiguda d'un obús, encara que en l'actualitat el buit deixat pel mateix s'ha tapiat amb maons, deixant a la vista la diferent fàbrica respecte al conjunt de la cúpula.
L'any 1965 fou desconsagrada i durant anys va patir els efectes de l'abandó. És en aquest moment quan l'Església Vella adopta aquest nom al deixar de ser el temple parroquial de Miravet, quan es va construir la nova església a baix, al poble. La imatge de Mare de Déu de la Gràcia va ser traslladada a la nova l'església. Després l'església va esdevenir una sala polivalent, utilitzada sovint com a sala d'exposicions, tenint, entre altres obres de valor i de forma permanent, exposicions sobre la història de Miravet, com són una exposició fotogràfica dels dies de la guerra civil i una altra sobre objectes de la vida quotidiana del poble Miravet templer, en la qual es poden contemplar, per exemple, ceràmica miravetana.

## Descripció
Església d'una sola nau amb capelles laterals, transsepte no marcat en planta i absis rectangular. Tant la nau com els braços del creuer estan coberts per una volta de canó amb llunetes. La part central del creuer està coberta per una cúpula sobre petxines. La nau està dividida en tres tramades per tres arcs torals, sostinguts per una cornisa motllurada damunt pilastres, que recorre els murs laterals. Les capelles laterals i l'absis estan coberts per senzilles voltes de canó. Les capelles s'obren a la nau mitjançant arcs formers de mig punt, amb les impostes motllurades. Darrere de l'absis hi ha l'antiga sagristia, actualment en mal estat. Als peus del temple hi ha el cor, sostingut per una volta rebaixada. El temple s'il·lumina mitjançant finestres rectangulars obertes a l'interior de les llunetes, tant de la nau central com del creuer. La façana principal presenta un portal de mig punt adovellat i, damunt seu, una finestra rectangular. A l'extrem sud-est del parament hi ha el campanar, de planta quadrada i amb el cos superior bastit amb maó i cobert per una teulada de quatre vessants. Presenta obertures de mig punt delimitades per pilastres adossades. A la façana de ponent hi ha un altre portal de mig punt adovellat, actualment en desús.
Tant exteriorment com en el seu interior destaca l'estil renaixentista pur, amb un exterior de línies rectes i escassa decoració, de fàbrica de carreu.

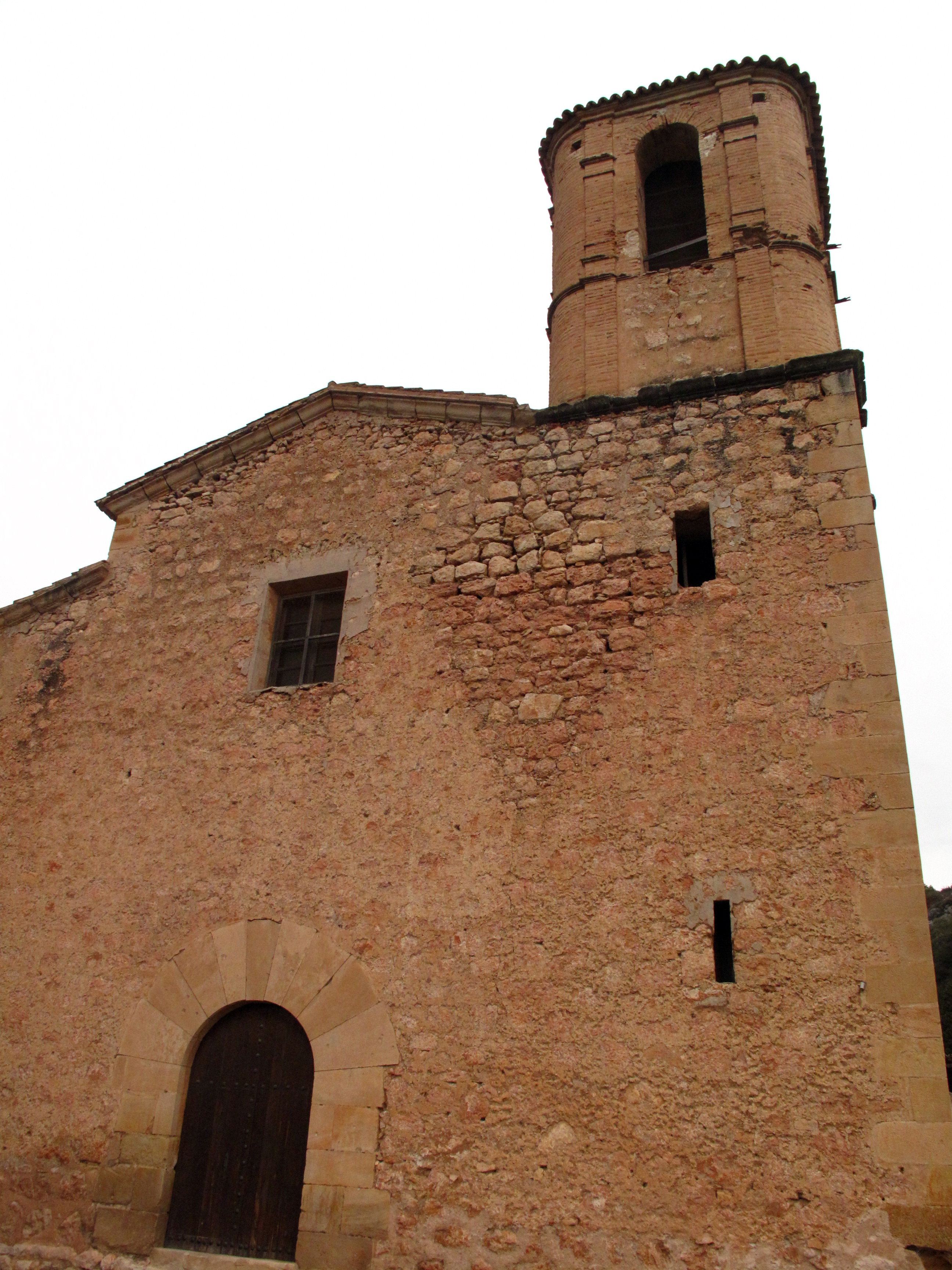
Façana sud.
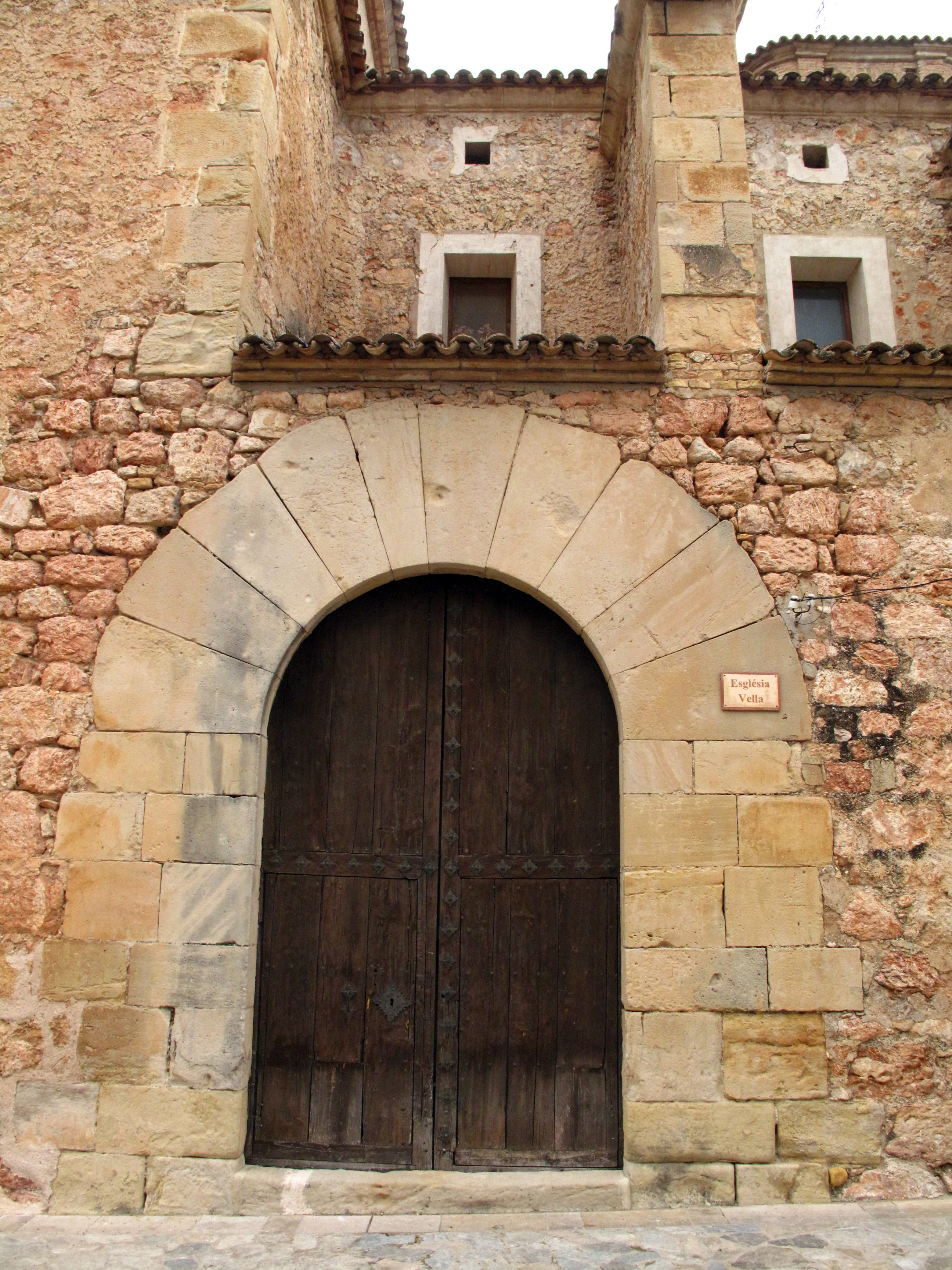
Entrada façana lateral.
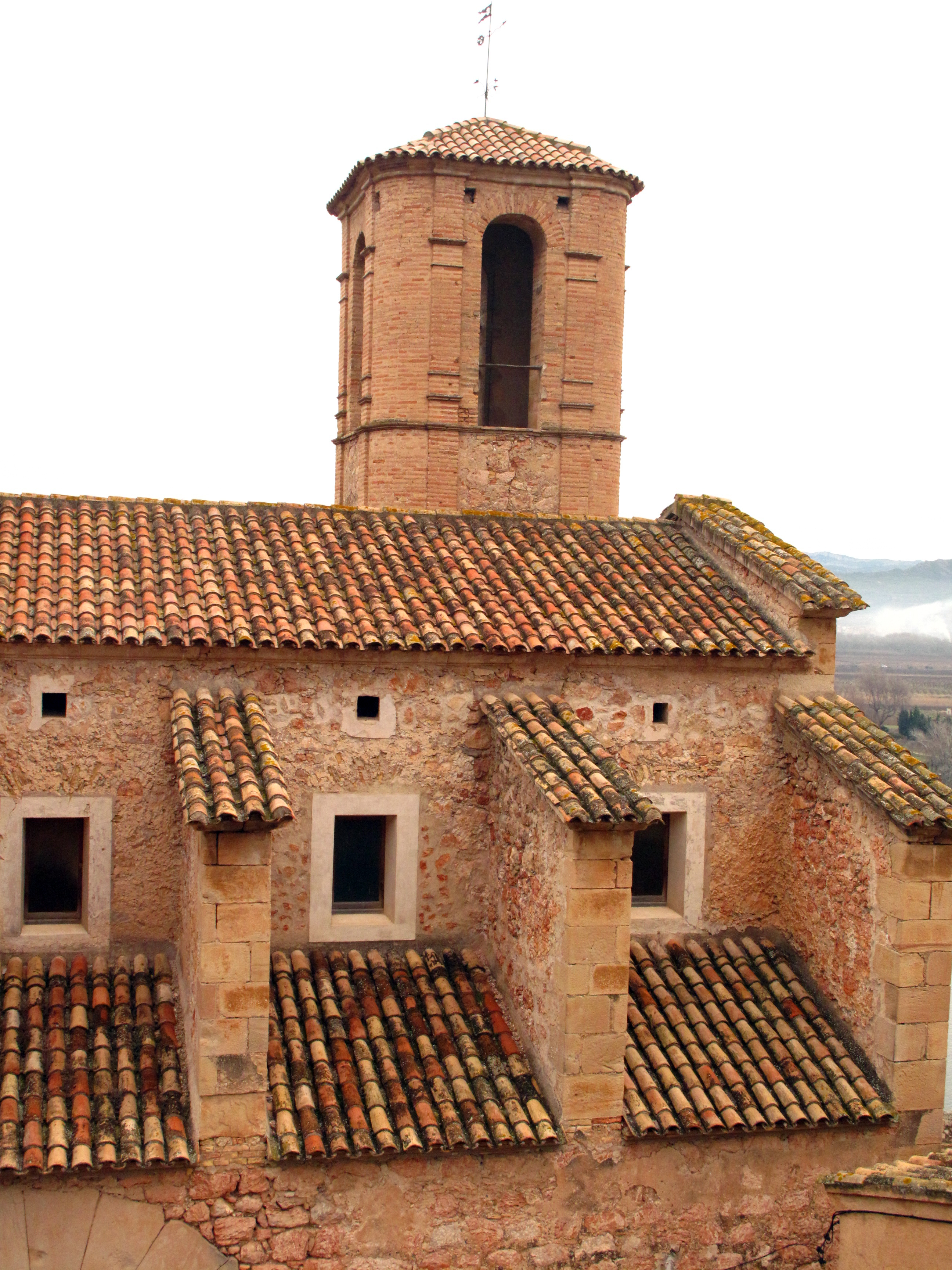
Detall de les finestres.

Tot l'interior del temple està profusament decorat amb diverses pintures murals de mitjans del segle xviii. Encara és visible, tot i que en força mal estat de conservació, l'any de creació de les pintures: 1731. Destaca un fresc on es representa Herodes, i la mesa d'altar de l'església del castell dels templers. Es conserva l'altar romànic, que és l'original que hi havia a la primitiva església del castell.

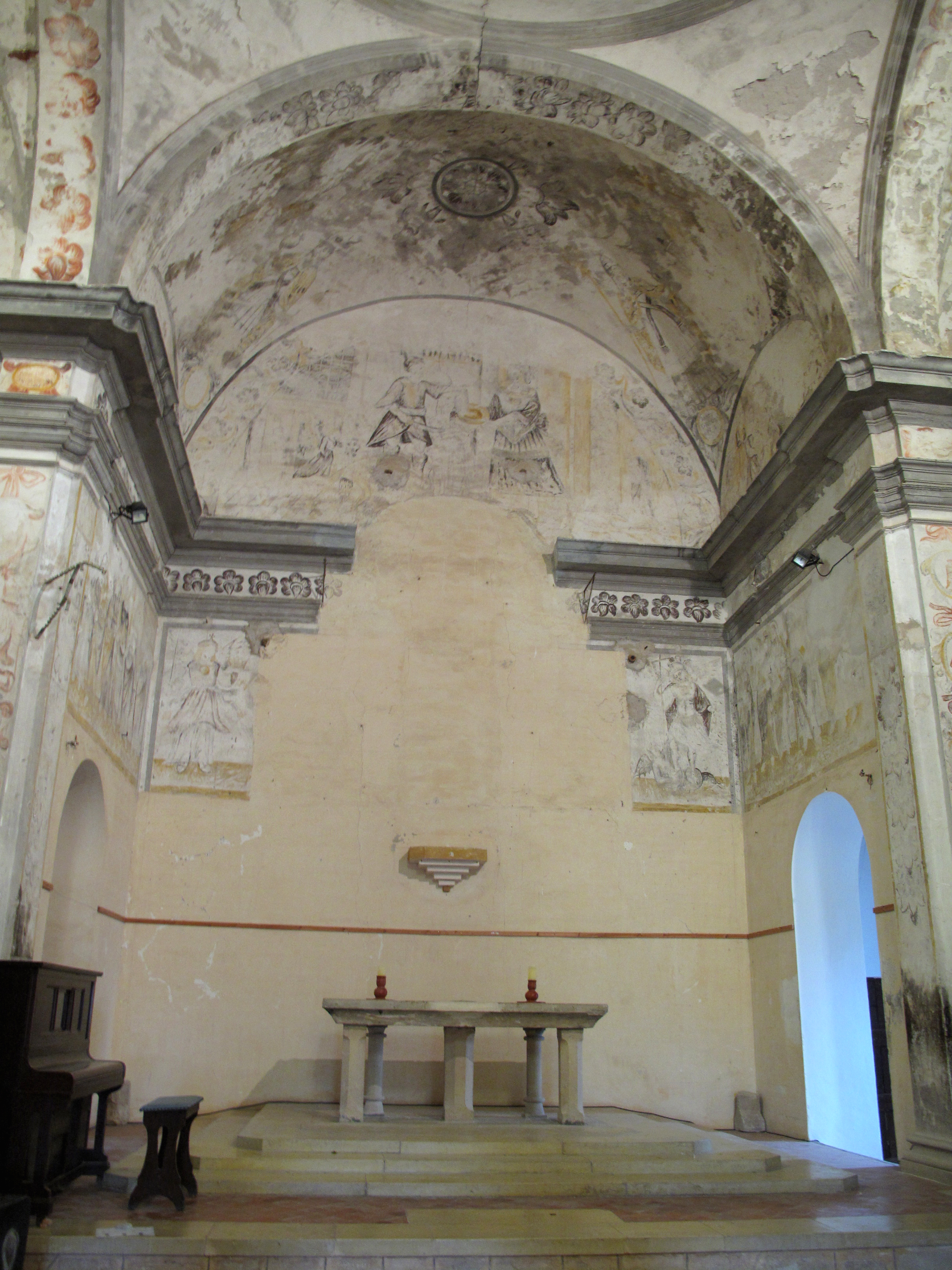
Absis.
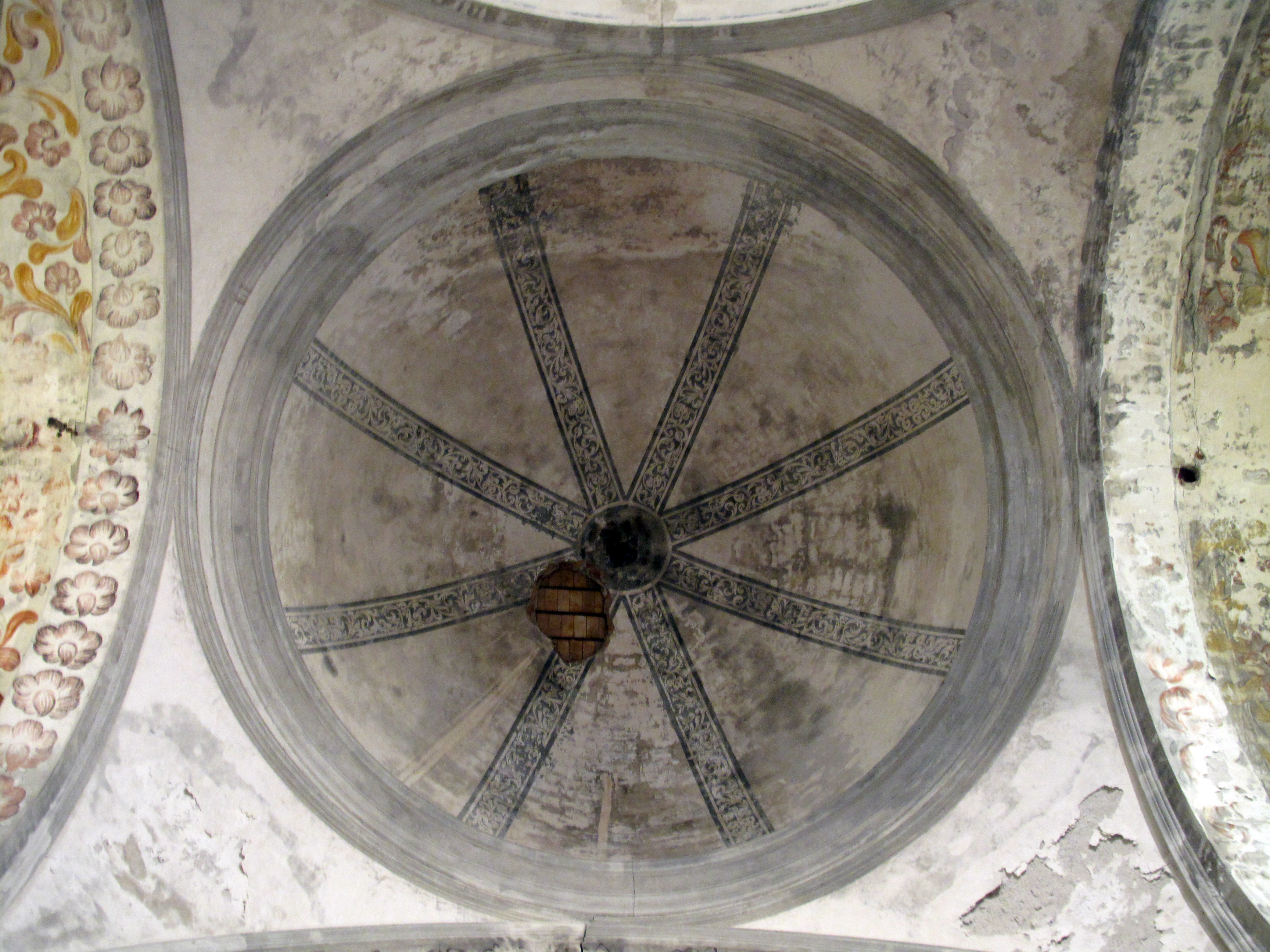
Cúpula.
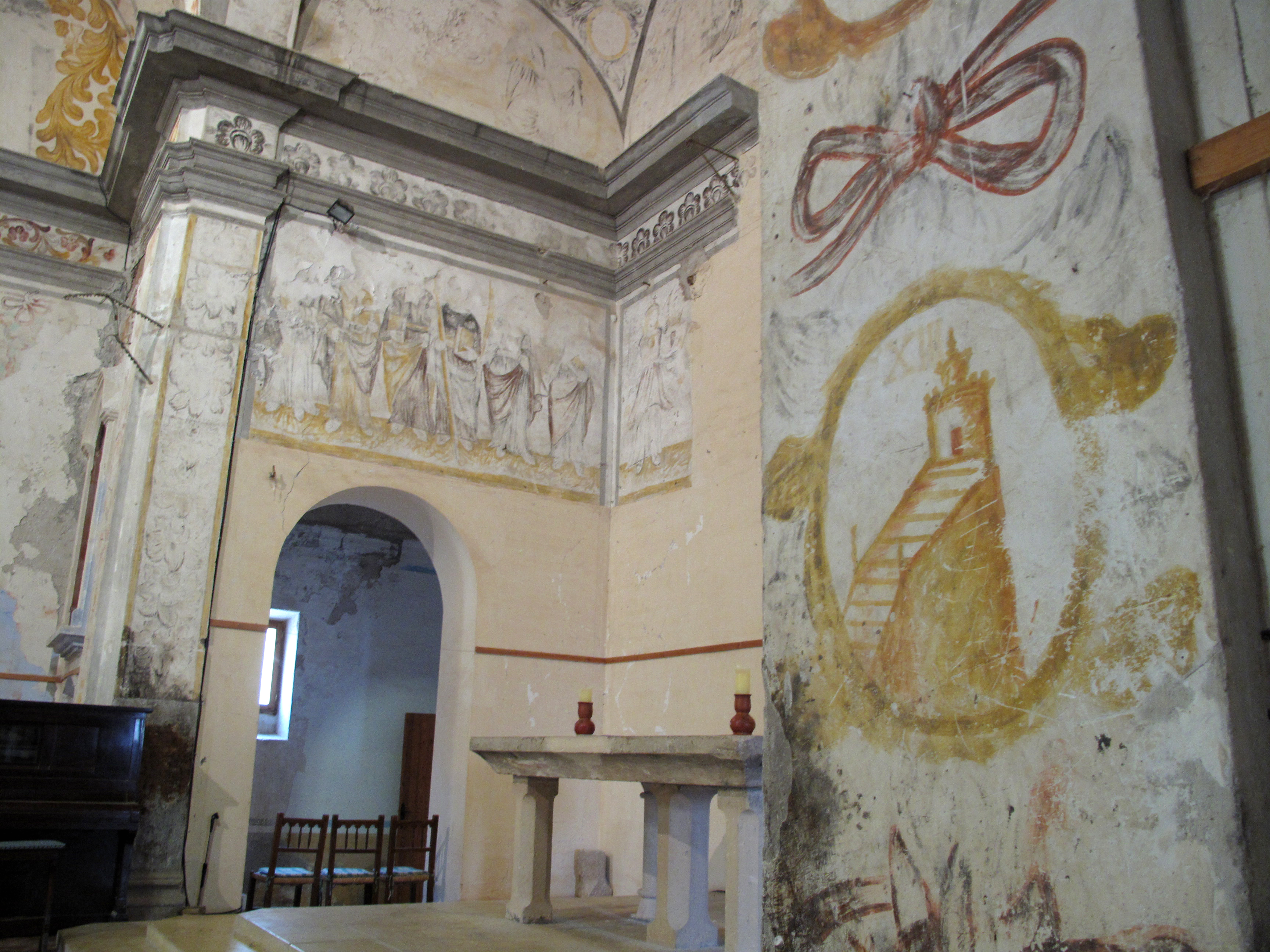
Detall presbiteri i altar.
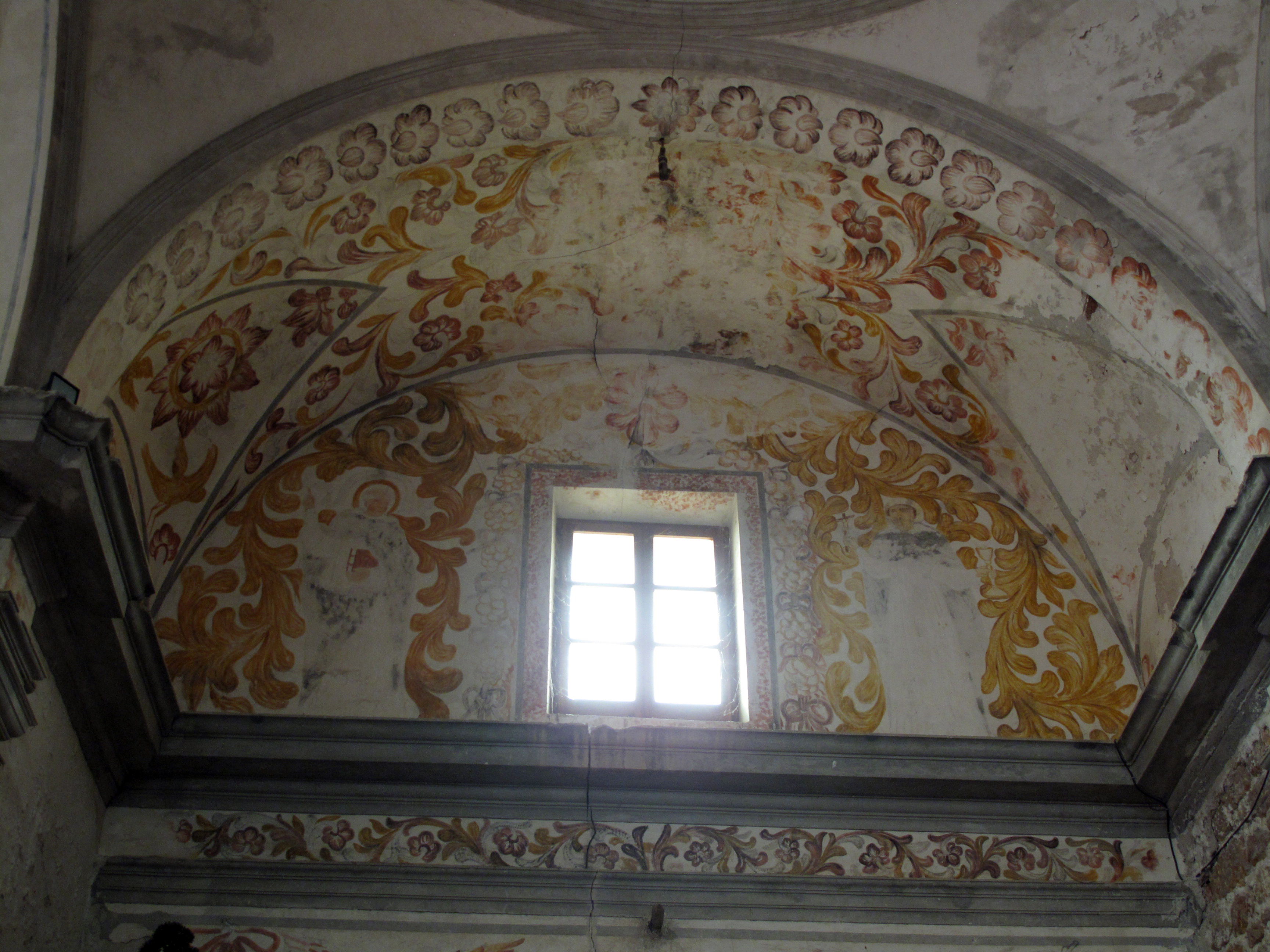
Il·luminació interior pintures murals.

Adossat al mur nord de la sagristia encara hi ha les restes de l'antiga aljama de la vila, lloc de reunió de la comunitat musulmana de Miravet.